# Jeremy Gall
Jeremy Gall (Muntendam, 16 augustus 1995) is een Nederlands voetballer die als middenvelder speelt. Hij is de zoon van oud-profvoetballer en trainer Joop Gall. 
Op 31 oktober 2014 maakte hij zijn debuut voor FC Emmen, waar zijn vader op dat moment hoofdtrainer was, in Eerste divisie in de competitiewedstrijd tegen Fortuna Sittard (1–8 winst). Na 83 minuten verving hij Alexander Bannink, die driemaal gescoord had. In het seizoen 2015/16 speelde Gall voor TEVV. In 2016 ging hij voor VV Gieten spelen. In 2018 verhuisde hij naar VV Veendam 1894.